# Edward Marsh (Ruderer)

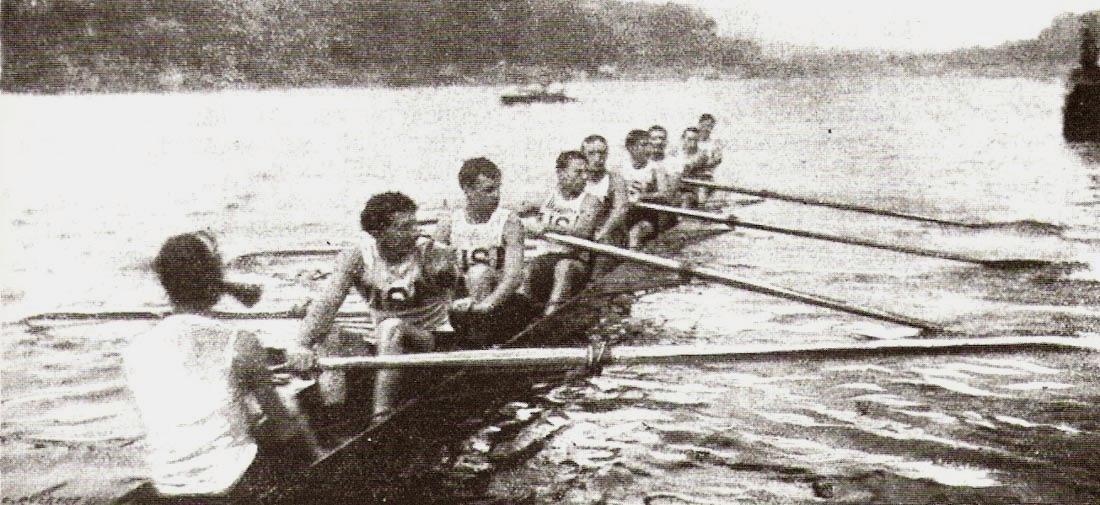
Die Olympiasieger aus Philadelphia 1900

Edward „Ed“ Marsh (* 12. Februar 1874 in Philadelphia; † 10. Oktober 1932 ebenda) war ein amerikanischer Ruderer. Edward Marsh ruderte für den Vesper Boat Club. 
Als bei den Olympischen Spielen 1900 in Paris erstmals olympische Ruderwettbewerbe ausgetragen wurden, war der Achter des Vesper Boat Club das einzige amerikanische Boot am Start. William Carr, Harry DeBaecke, John Exley, John Geiger, Edwin Hedley, James Juvenal, Roscoe Lockwood, Edward Marsh und Steuermann Louis Abell siegten mit sechs Sekunden Vorsprung auf den belgischen Achter.  
Marsh gewann bis 1902 sechs US-amerikanische und zwei kanadische Meisterschaften. Später war er als Trainer beim West Philadelphia Boat Club tätig.